# 乔治王街 (耶路撒冷)

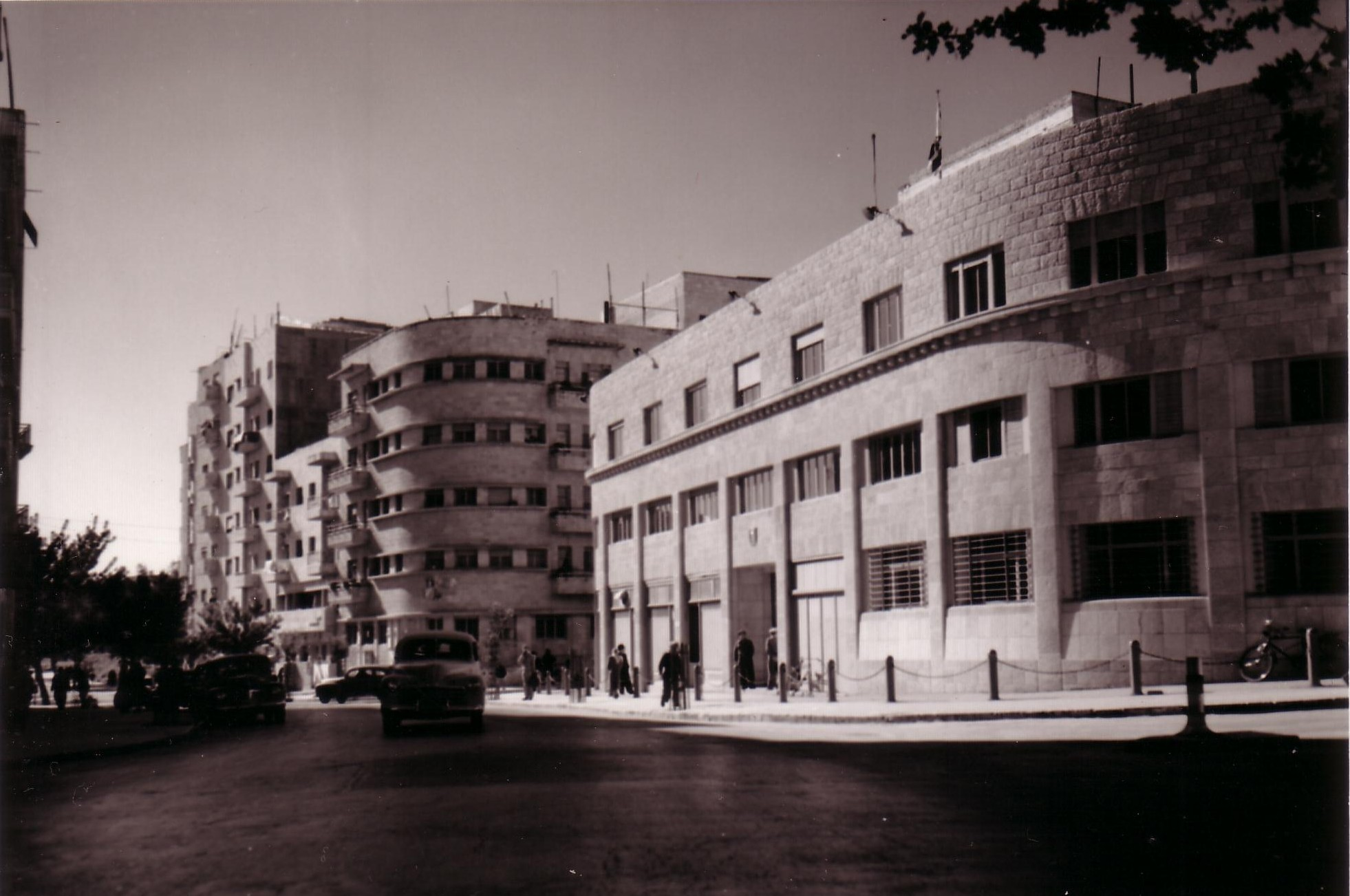
1950年代的议会

乔治王街 （希伯來語：‎，Rehov HaMelekh George，阿拉伯语：‎；King George Street） 是以色列耶路撒冷中心的一条街道，连同本耶胡达街和雅法路，形成下城三角中央商务区。这条街以英国国王乔治五世的名字命名于1924年12月9日。

## 历史
乔治王街的奉献典礼在1924年进行，以纪念英国艾伦比将军征服耶路撒冷七周年。出席者包括巴勒斯坦高级专员赫伯特·塞缪尔爵士、耶路撒冷督军罗纳德·斯托尔斯爵士和耶路撒冷的阿拉伯市长纳沙希比。

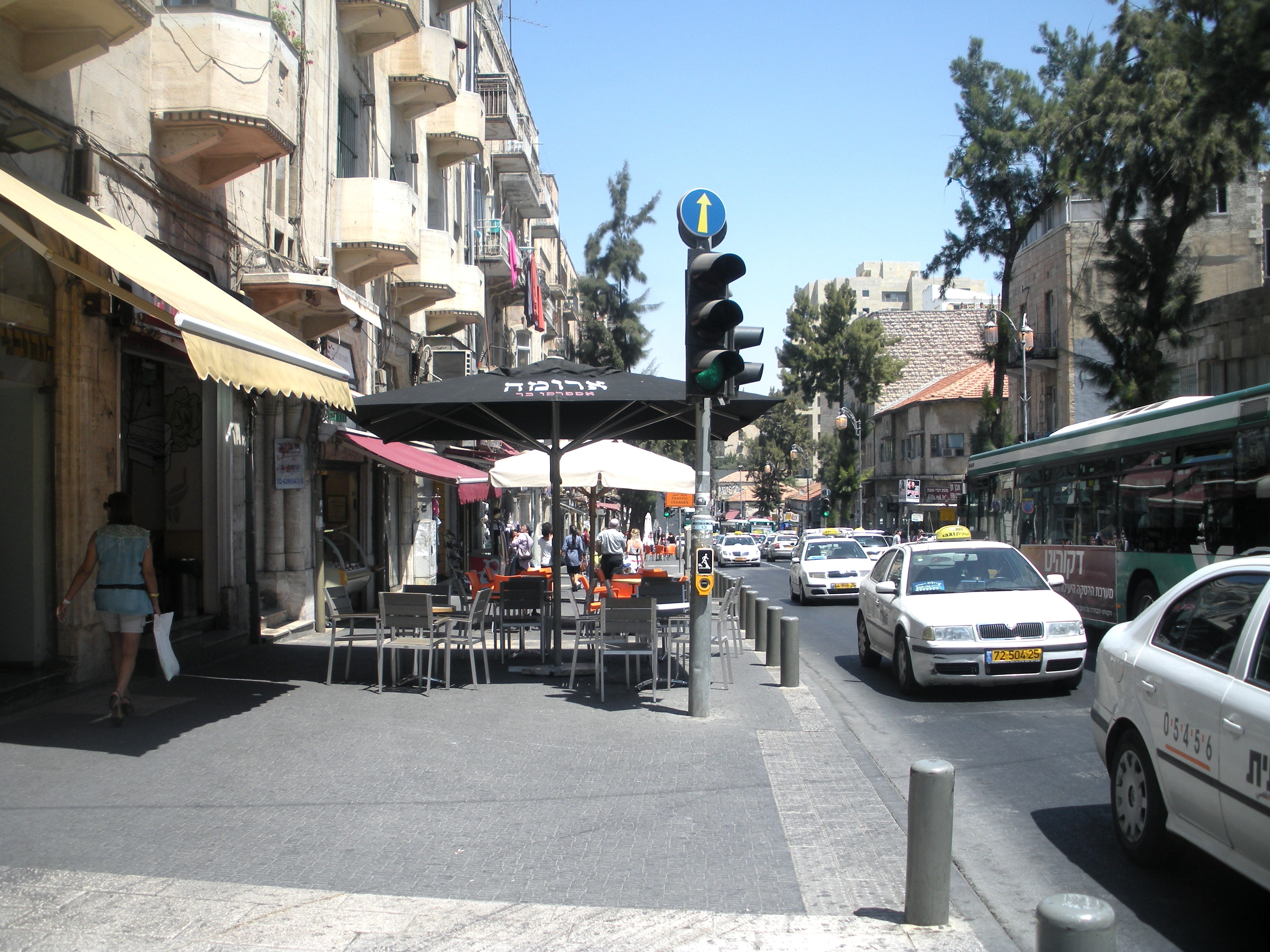
乔治王街

耶路撒冷的第一个交通灯安装在乔治王街和雅法路街口。在1950-1966年，以色列议会设于乔治王街。
乔治王街是耶路撒冷两条实施行人保护时相的街道之一。

## 图片

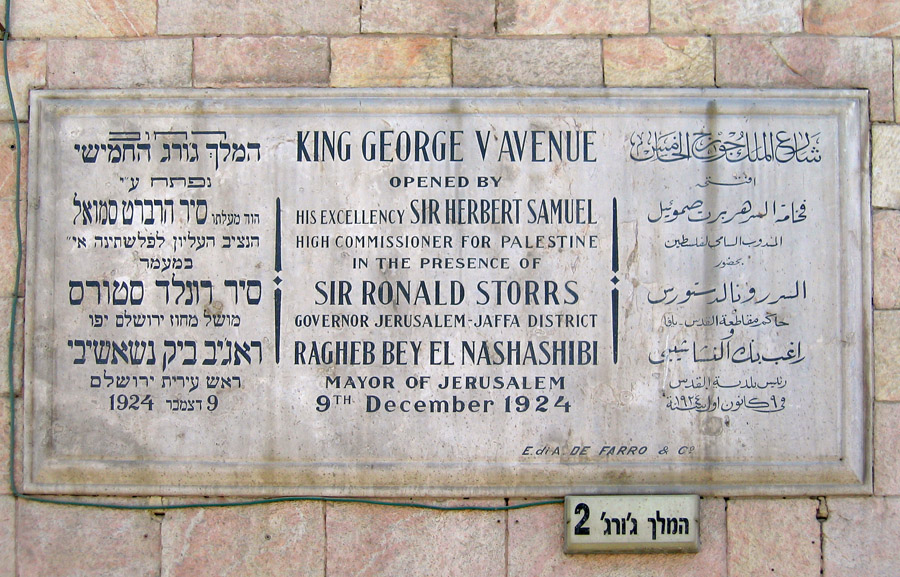
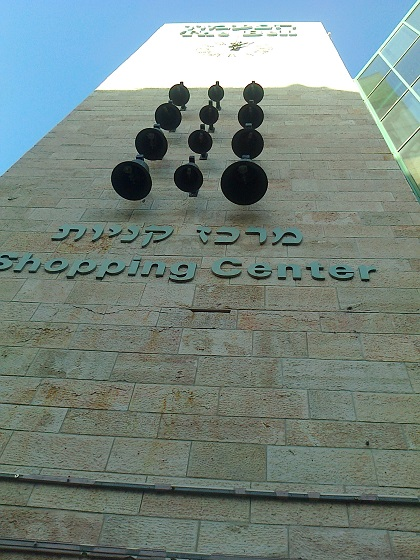

## 地标
- 大犹太会堂和所罗门宫
- 独立公园